# Championnat d'Uruguay de football 1999
Navigation
Saison précédente Saison suivante
La saison 1999 du Championnat d'Uruguay de football est la quatre-vingt-dix-septième édition du championnat de première division en Uruguay. Les quinze meilleurs clubs du pays sont regroupés au sein d'une poule unique, la Primera División, où ils s'affrontent lors de deux tournois saisonniers. Les vainqueurs de chaque tournoi s’affrontent en finale nationale pour le titre. 
C'est le Club Atlético Peñarol qui est sacré champion d'Uruguay cette saison après avoir remporté le tournoi Clôture puis battu le tenant du titre, Club Nacional de Football, vainqueur du tournoi Ouverture, en finale. C'est le 44e titre de champion d'Uruguay de l’histoire du club.

## Qualifications continentales
Le champion d'Uruguay est automatiquement qualifié pour la Copa Libertadores 2000. C'est par le biais de la Liguilla que l'on connaît les deux autres équipes qualifiées pour la Copa Libertadores. Deux formations prennent également part à la Copa Mercosur 2000.

## Les clubs participants
| - Club Atlético Peñarol - Defensor Sporting Club - Club Nacional de Football - Paysandú Bella Vista - Promu de D2 - Club Social y Deportivo Huracán Buceo - CA River Plate - Tacuarembó Fútbol Club - Promu de D2 - Club Social y Deportivo Frontera Rivera Chico - Promu de D2 | - Danubio Fútbol Club - Club Atlético Bella Vista - Liverpool Fútbol Club - Rampla Juniors Fútbol Club - Club Deportivo Maldonado - Promu de D2 - Club Atlético Rentistas - Club Atlético Cerro - Promu de D2 |

## Compétition

### Classement
Le barème utilisé pour établir le classement est le suivant :
- Victoire : 3 points
- Match nul : 1 point
- Défaite : 0 point

| Rang | Équipe                     | Pts | J  | G  | N | P | Bp | Bc | Diff |
| ---- | -------------------------- | --- | -- | -- | - | - | -- | -- | ---- |
| 1    | Club Nacional de FootballT | 34  | 14 | 11 | 1 | 2 | 35 | 10 | +25  |
| 2    | Defensor Sporting Club     | 33  | 14 | 10 | 3 | 1 | 40 | 16 | +24  |
| 3    | Danubio Fútbol Club        | 26  | 14 | 8  | 2 | 4 | 39 | 24 | +15  |
| 4    | Club Atlético Bella Vista  | 26  | 14 | 7  | 5 | 2 | 25 | 15 | +10  |
| 5    | Club Atlético Peñarol      | 25  | 14 | 7  | 4 | 3 | 24 | 13 | +11  |
| 6    | Club Atlético CerroP       | 21  | 14 | 7  | 0 | 7 | 24 | 30 | -6   |
| 7    | Club Atlético Rentistas    | 17  | 14 | 4  | 5 | 5 | 15 | 14 | +1   |
| 8    | Huracán Buceo              | 17  | 14 | 4  | 5 | 5 | 17 | 27 | -10  |
| 9    | Club Deportivo MaldonadoP  | 16  | 14 | 4  | 4 | 6 | 22 | 25 | -3   |
| 10   | CA River Plate             | 16  | 14 | 4  | 4 | 6 | 14 | 21 | -7   |
| 11   | Frontera Rivera ChicoP     | 13  | 14 | 3  | 4 | 7 | 16 | 20 | -4   |
| 12   | Tacuarembó Fútbol ClubP    | 13  | 14 | 4  | 1 | 9 | 12 | 23 | -11  |
| 13   | Paysandú Bella VistaP      | 13  | 14 | 3  | 4 | 7 | 9  | 21 | -12  |
| 14   | Rampla Juniors Fútbol Club | 11  | 14 | 3  | 2 | 9 | 9  | 25 | -16  |
| 15   | Liverpool Fútbol Club      | 8   | 14 | 0  | 8 | 6 | 5  | 22 | -17  |

| Rang | Équipe                     | Pts | J  | G  | N | P  | Bp | Bc | Diff |
| ---- | -------------------------- | --- | -- | -- | - | -- | -- | -- | ---- |
| 1    | Club Atlético Peñarol      | 38  | 14 | 12 | 2 | 0  | 47 | 12 | +35  |
| 2    | Club Nacional de FootballT | 29  | 14 | 9  | 2 | 3  | 30 | 17 | +13  |
| 3    | Danubio Fútbol Club        | 28  | 14 | 8  | 4 | 2  | 25 | 16 | +9   |
| 4    | Defensor Sporting Club     | 25  | 14 | 7  | 4 | 3  | 20 | 14 | +6   |
| 5    | Huracán Buceo              | 24  | 14 | 7  | 3 | 4  | 17 | 17 | 0    |
| 6    | Liverpool Fútbol Club      | 20  | 14 | 5  | 5 | 4  | 18 | 12 | +6   |
| 7    | CA River Plate             | 20  | 14 | 5  | 5 | 4  | 22 | 21 | +1   |
| 8    | Club Atlético Bella Vista  | 19  | 14 | 5  | 4 | 5  | 21 | 23 | -2   |
| 9    | Frontera Rivera ChicoP     | 17  | 14 | 5  | 2 | 7  | 23 | 22 | +1   |
| 10   | Club Atlético CerroP       | 16  | 14 | 4  | 4 | 6  | 13 | 17 | -4   |
| 11   | Paysandú Bella VistaP      | 15  | 14 | 3  | 6 | 5  | 16 | 26 | -10  |
| 12   | Rampla Juniors Fútbol Club | 15  | 14 | 5  | 0 | 9  | 19 | 31 | -12  |
| 13   | Club Deportivo MaldonadoP  | 14  | 14 | 3  | 5 | 6  | 17 | 29 | -12  |
| 14   | Tacuarembó Fútbol ClubP    | 4   | 14 | 0  | 4 | 10 | 8  | 20 | -12  |
| 15   | Club Atlético Rentistas    | 4   | 14 | 0  | 4 | 10 | 8  | 27 | -19  |

### Match pour le titre
| Équipe 1              | Résultat | Équipe 2                  | Aller | Retour | Appui |
| --------------------- | -------- | ------------------------- | ----- | ------ | ----- |
| Club Atlético Peñarol | 4 - 3    | Club Nacional de Football | 1 - 1 | 1 - 1  | 2 - 1 |

### Classement cumulé
| Rang | Équipe                         | Pts | J  | G  | N  | P  | Bp | Bc | Diff |
| ---- | ------------------------------ | --- | -- | -- | -- | -- | -- | -- | ---- |
| 1    | Club Atlético PeñarolClo       | 63  | 28 | 19 | 6  | 3  | 71 | 25 | +46  |
| 2    | Club Nacional de FootballT Ouv | 63  | 28 | 20 | 3  | 5  | 65 | 27 | +38  |
| 3    | Defensor Sporting Club         | 58  | 28 | 17 | 7  | 4  | 60 | 30 | +30  |
| 4    | Danubio Fútbol Club            | 54  | 28 | 16 | 6  | 6  | 64 | 40 | +24  |
| 5    | Club Atlético Bella Vista      | 45  | 28 | 12 | 9  | 7  | 46 | 38 | +8   |
| 6    | Huracán Buceo                  | 41  | 28 | 11 | 8  | 9  | 34 | 44 | -10  |
| 7    | Club Atlético CerroP           | 37  | 28 | 11 | 4  | 13 | 37 | 47 | -10  |
| 8    | CA River Plate                 | 36  | 28 | 9  | 9  | 10 | 36 | 42 | -6   |
| 9    | Frontera Rivera ChicoP         | 30  | 28 | 8  | 6  | 14 | 39 | 42 | -3   |
| 10   | Club Deportivo MaldonadoP      | 30  | 28 | 7  | 9  | 12 | 39 | 54 | -15  |
| 11   | Liverpool Fútbol Club          | 28  | 28 | 5  | 13 | 10 | 23 | 34 | -11  |
| 12   | Paysandú Bella VistaP          | 28  | 28 | 6  | 10 | 12 | 25 | 47 | -22  |
| 13   | Rampla Juniors Fútbol Club     | 26  | 28 | 8  | 2  | 18 | 28 | 56 | -28  |
| 14   | Club Atlético Rentistas        | 21  | 28 | 4  | 9  | 15 | 23 | 41 | -18  |
| 15   | Tacuarembó Fútbol ClubP        | 17  | 28 | 4  | 5  | 19 | 20 | 43 | -23  |

|  | Qualification pour la Copa Libertadores 2000                                                                |
|  | Qualification pour la Liguilla pré-Libertadores                                                             |
|  | Participation au barrage de promotion-relégation                                                            |
|  | T : Tenant du titre Ouv : Vainqueur du Tournoi Ouverture Clo : Vainqueur du Tournoi Clôture P : Promu de D2 |

- C'est un classement cumulé des trois dernières saisons qui détermine la formation devant disputer le barrage de promotion-relégation.

### Barrage de promotion-relégation
| Équipe 1                       | Résultat | Équipe 2                   | Aller | Retour | Appui         |
| ------------------------------ | -------- | -------------------------- | ----- | ------ | ------------- |
| Racing Club de Montevideo (D2) | 4 - 4    | Rampla Juniors Fútbol Club | 1 - 1 | 3 - 3  | 0 - 0 4-3 tab |

### Liguilla pré-Libertadores
Les clubs classés entre la 2e et la 7e place disputent la Liguilla pour déterminer les qualifiés pour la Copa Libertadores
| Rang | Équipe                    | Pts | J | G | N | P | Bp | Bc | Diff |  | Résultats (▼ dom., ► ext.) | Nac | BVi | Dan | Def | Hur | Cer |
| ---- | ------------------------- | --- | - | - | - | - | -- | -- | ---- |  | -------------------------- | --- | --- | --- | --- | --- | --- |
| 1    | Club Nacional de Football | 12  | 5 | 4 | 0 | 1 | 11 | 4  | +7   |  | Club Nacional de Football  |     | 1-2 | 3-0 | 2-1 | 3-1 | 2-0 |
| 2    | Club Atlético Bella Vista | 11  | 5 | 3 | 2 | 0 | 10 | 6  | +4   |  | Club Atlético Bella Vista  |     |     | 2-2 | 2-2 | 2-0 | 2-1 |
| 3    | Danubio Fútbol Club       | 10  | 5 | 3 | 1 | 1 | 12 | 6  | +6   |  | Danubio Fútbol Club        |     |     |     | 1-0 | 3-0 | 6-1 |
| 4    | Defensor Sporting Club    | 5   | 5 | 1 | 2 | 2 | 7  | 6  | +1   |  | Defensor Sporting Club     |     |     |     |     | 1-1 | 3-0 |
| 5    | Huracán Buceo             | 2   | 5 | 0 | 2 | 3 | 4  | 11 | -7   |  | Huracán Buceo              |     |     |     |     |     | 2-2 |
| 6    | Club Atlético Cerro       | 1   | 5 | 0 | 1 | 4 | 4  | 15 | -11  |  | Club Atlético Cerro        |     |     |     |     |     |     |

|  | Qualification pour la Copa Libertadores 2000 |

## Bilan de la saison
| Championnat d'Uruguay de football 1999 |                                        |
| Champion                               | Club Atlético Peñarol (44e titre)      |
| Qualifications continentales           |                                        |
| Copa Libertadores 2000                 | Club Atlético Peñarol                  |
| Copa Libertadores 2000                 | Club Nacional de Football              |
| Copa Libertadores 2000                 | Club Atlético Bella Vista              |
| Copa Mercosur 2000                     | Club Nacional de Football              |
| Copa Mercosur 2000                     | Club Atlético Peñarol                  |
| Promotions et relégations              |                                        |
| Promus en Primera División             | Racing Club de Montevideo              |
| Promus en Primera División             | Rocha Fútbol Club                      |
| Promus en Primera División             | Club Social y Deportivo Villa Española |
| Promus en Primera División             | Club Atlético Juventud                 |
| Relégués en Primera B                  | Rampla Juniors Fútbol Club             |